# Beders
Beders es una entidad de población perteneciente al municipio de Bellver de Cerdaña, situado en las faldas de las sierras de Quera y Baltarga, a 1085 metros de altitud, en el Pirineo catalán (España). Conocida antiguamente como Badés.

## Población
En el año 2009 contaba con 19 habitantes.

## Lugares de interés
- Iglesia románica de Santa Cecilia del siglo XII, nombrada en el Acta de consagración de la catedral de Urgel al final del siglo X y en el Acta de consagración de la iglesia de San Andrés de Baltarga en el año 891.

## Historia
Su nombre proviene del euskera, siendo una derivación de Bide Orri que significa lugar o pueblo cerca del camino.
Se han encontrado documentos datados del año 968 en los que se denominaba a esta población Biterris.

## Fiestas y tradiciones
- La fiesta mayor se celebra de segundo domingo de septiembre